# Петаччато
Петаччато (итал. Petacciato) —  коммуна в Италии, располагается в регионе Молизе, в провинции Кампобассо.
Население составляет 3488 человек (2008 г.), плотность населения составляет 100 чел./км². Занимает площадь 34 км². Почтовый индекс — 86038. Телефонный код — 0875.
Покровителем населённого пункта считается святой Рох.

## Демография
Динамика населения:

## Администрация коммуны
- Официальный сайт: http://www.comune.petacciato.cb.it Архивная копия от 19 сентября 2020 на Wayback Machine